# Список аэродромов совместного базирования России

Перечень аэродромов совместного базирования Российской Федерации

(утвержден распоряжением Правительства РФ от 10 августа 2007 г. N 1034-р,  с изменениями на 18 февраля 2016 года) 
| Регион                          | Город                                            | Наименование аэродрома                | Вид аэродрома     | Федеральный орган исполнительной власти, в ведении которого находится аэродром                                          | Федеральный орган исполнительной власти и (или) организация, которым разрешено совместное базирование |
| ------------------------------- | ------------------------------------------------ | ------------------------------------- | ----------------- | --- | --- |
| Алтайский край                  | Барнаул                                          | Барнаул (аэропорт)                    | гражданский       | | Минобороны РФ, Росгвардия |
| Архангельская область           | Архангельск                                      | Васьково (аэропорт)                   | государственный   | Минобороны РФ | ОАО «2-й Архангельский объединённый авиаотряд» |
| Архангельская область           | Архангельск                                      | Талаги (аэропорт)                     | государственный   | Минобороны РФ | ЗАО «Аэрофлот-Норд», ОАО «Авиакомпания „Трансавиа-Гарантия“» |
| Астраханская область            | Астрахань                                        | Астрахань (аэропорт)                  | гражданский       | | Росгвардия |
| Башкортостан                    | Уфа                                              | Уфа (аэропорт)                        | гражданский       | | Росгвардия |
| Белгородская область            | Белгород                                         | Белгород (аэропорт)                   | гражданский       | | ФСБ РФ |
| Брянская область                | Сеща                                             | Сеща (аэродром)                       | государственный   | Минобороны РФ | ОАО «Государственная авиакомпания „224 лётный отряд“» |
| Бурятия                         | Улан-Удэ                                         | Улан-Удэ-Восточный (аэродром)         | государственный   | Минобороны РФ | Минпромторг РФ, акционерное общество "Улан-Удэнский авиационный завод" |
| Бурятия                         | Улан-Удэ                                         | Мухино                                | гражданский       | | Минобороны РФ |
| Владимирская область            | Владимир                                         | Семязино (аэропорт)                   | государственный   | Минобороны РФ | ГБУ Владимирской области «Владимирская база авиационной охраны лесов», НОУ «Владимирский аэроклуб РОСТО» МЧС РФ |
| Владимирская область            | Добрынское                                       | Добрынское (аэродром)                 | государственный   | Минобороны РФ | МЧС РФ |
| Волгоградская область           | Волгоград                                        | Гумрак (аэропорт)                     | гражданский       | | Росгвардия |
| Воронежская область             | Воронеж                                          | Балтимор (аэродром)                   | государственный   | Минобороны РФ | Росгвардия |
| Воронежская область             | Воронеж                                          | Придача (аэродром)                    | экспериментальный | Минпромторг РФ | ЗАО «Авиационная компания „Полет“» |
| Воронежская область             | Воронеж                                          | Воронеж (аэропорт)                    | гражданский       | | Росгвардия |
| Дагестан                        | Махачкала                                        | Уйташ (аэропорт)                      | гражданский       | | Минобороны РФ, ФСБ РФ, Росгвардия |
| Дагестан                        | Коркмаскала                                      | Коркмаскала (аэродром)                | государственный   | Общероссийская общественно-государственная организация "Добровольное общество содействия армии, авиации и флоту России" | Минобороны России |
| Забайкальский край              | Чита                                             | Черемушки (аэродром)                  | государственный   | Минобороны РФ | Росгвардия, ФСБ РФ |
| Иркутская область               | Братск                                           | Братск (аэропорт)                     | гражданский       | | Минобороны РФ |
| Иркутская область               | Иркутск                                          | Иркутск (аэропорт)                    | гражданский       | | Минобороны РФ, Росгвардия, МЧС РФ |
| Иркутская область               | Иркутск                                          | Иркутск-2 (аэродром)                  | экспериментальный | Минпроторг РФ | МЧС РФ, ЗАО «Авиакомпания „Ангара“», ЗАО «Авиакомпания „ИрАэро“» |
| Кабардино-Балкарская Республика | Нальчик                                          | Нальчик (аэропорт)                    | гражданский       | | Минобороны РФ, Росгвардия |
| Калининградская область         | Калининград                                      | Храброво (аэропорт)                   | гражданский       | | Минобороны РФ, ФСБ РФ, МЧС РФ, Росгвардия |
| Калужская область               | Ермолино                                         | Ермолино (аэродром)                   | государственный   | Росгвардия | Минобороны РФ, ОАО «Авиакомпания „ЮТэйр“» |
| Калужская область               | Калуга                                           | Калуга (аэропорт)                     | гражданский       | | МЧС РФ |
| Камчатский край                 | Петропавловск-Камчатский                         | Елизово (аэропорт)                    | государственный   | Минобороны РФ | ФСБ РФ, ФГУП «Петропавловск-Камчатское авиационное предприятие» |
| Карелия                         | Петрозаводск                                     | Бесовец (аэропорт)                    | государственный   | Минобороны РФ | ФСБ России бюджетное учреждение Республики Карелия "Аэропорт "Петрозаводск" федеральное государственное учреждение "Центральная база авиационной охраны лесов "Авиалесоохрана" |
| Кемеровская область             | Кемерово                                         | Кемерово (аэропорт)                   | гражданский       | | Минобороны РФ, Росгвардия |
| Коми                            | Воркута                                          | Воркута (аэропорт)                    | гражданский       | | ФСБ РФ |
| Костромская область             | Кострома                                         | Сокеркино (аэропорт)                  | гражданский       | ОАО «Костромское авиапредприятие»                                                                                       | Минобороны РФ, НОУ «Костромской аэроклуб РОСТО» |
| Краснодарский край              | Анапа                                            | Витязево (аэропорт)                   | государственный   | Минобороны РФ | федеральное государственное унитарное предприятие "Государственная транспортная компания "Россия" |
| Краснодарский край              | Геленджик                                        | Геленджик (аэропорт)                  | гражданский       | | ФСБ РФ |
| Краснодарский край              | Геленджик                                        | Геленджикская бухта (аэропорт)        | экспериментальный | Минопроторг РФ | МЧС РФ, ОАО «ТАНК им. Г. М. Бериева» |
| Краснодарский край              | Ейск                                             | Ейск (аэропорт)                       | государственный   | Минобороны РФ | ООО «Юг-Лайн» |
| Краснодарский край              | Краснодар                                        | Пашковский (аэропорт)                 | гражданский       | | Росгвардия |
| Краснодарский край              | Краснодар                                        | Краснодар-Центральный (аэродром)      | государственный   | Минобороны РФ | Росгвардия, Краснодарский аэроклуб РОСТО |
| Краснодарский край              | Приморско-Ахтарск                                | Приморско-Ахтарск (аэродром)          | государственный   | Минобороны РФ | АНО «Приморско-Ахтарский аэроклуб „Русь“ РОСТО» |
| Краснодарский край              | Сочи                                             | Адлер (аэропорт)                      | гражданский       | | Минобороны РФ, ФСБ РФ, МЧС РФ |
| Красноярский край               | Красноярск                                       | Емельяново (аэропорт)                 | гражданский       | | МЧС РФ |
| Красноярский край               | Красноярск                                       | Черемшанка (аэропорт)                 | гражданский       | | Росгвардия, МЧС РФ |
| Красноярский край               | Норильск                                         | Алыкель (аэропорт)                    | гражданский       | | Минобороны РФ |
| Крым                            | Симферополь                                      | Симферополь (аэропорт)                | гражданский       | | ФСБ России МЧС России Росгвардия |
| Крым                            | Симферополь                                      | Гвардейское (аэродром)                | государственный   | Минобороны РФ | Росгвардия |
| Курская область                 | Курск                                            | Курск-Рышково (аэропорт)              | государственный   | Минобороны РФ | Курский аэроклуб РОСТО |
| Ленинградская область           | Касимово (Ленинградская область)                 | Касимово (аэродром)                   | государственный   | МЧС России | Минобороны России |
| Ленининградская область         | Пушкин (город)                                   | Пушкин (аэродром)                     | государственный   | Минобороны РФ | Минпромторг России общество с ограниченной ответственностью "Научно-производственное предприятие "МИР" Росгвардия |
| Ленининградская область         | Пулково                                          | Пулково (аэропорт)                    | гражданский       | | Росгвардия, МЧС РФ |
| Ленинградская область           | Левашово                                         | Левашово (аэродром)                   | государственный   | Минобороны РФ | Минпромторг России акционерное общество "Научно-производственное предприятие "Радар ммс" общество с ограниченной ответственностью Авиапредприятие "Газпром авиа" |
| Ленинградская область           | Громово                                          | Громово (аэродром)                    | государственный   | Минобороны РФ | Минпромторг России, акционерное общество "Научно-производственное предприятие "Радар ммс" |
| Ленинградская область           | Сиверский                                        | Сиверский (аэродром)                  | государственный   | Общероссийская общественно-государственная организация «Добровольное общество содействия армии, авиации и флоту России» | Минобороны России |
| Ленинградская область           | Никольское (Большеколпанское сельское поселение) | Сиворицы (аэродром)                   | государственный   | Общероссийская общественно-государственная организация «Добровольное общество содействия армии, авиации и флоту России» | Минобороны России |
| Магаданская область             | Магадан                                          | Магадан (аэропорт)                    | гражданский       | | МЧС РФ |
| Марий Эл                        | Йошкар-Ола                                       | Йошкар-Ола (аэропорт)                 | гражданский       | | НОУ «Йошкар-Олинский авиационно-спортивный клуб (аэроклуб) РОСТО (ДОСААФ)» |
| Марий Эл                        | Йошкар-Ола                                       | Данилово (аэродром)                   | государственный   | ФСБ РФ | Минобороны РФ |
| Мордовия                        | Саранск                                          | Лямбирь (аэропорт)                    | государственный   | Минобороны РФ | НОУ профессионального и дополнительного образования «Центральный аэроклуб РОСТО (ДОСААФ) Республики Мордовия им. Героя Советского Союза Девятаева М. П.» |
| Московская область              | Клин                                             | Клин (аэродром)                       | государственный   | Минобороны РФ | ОУ «Центральный аэроклуб им. Чкалова РОСТО» |
| Московская область              | Кубинка                                          | Кубинка (авиабаза)                    | государственный   | Минобороны РФ | НОУ НП и ДПО «Кубинский АТСК ДОСААФ» |
| Московская область              | Малино (Московская область)                      | Малино (аэродром)                     | государственный   | Общероссийская общественно-государственная организация «Добровольное общество содействия армии, авиации и флоту России» | Минобороны России |
| Московская область              | Остафьево                                        | Остафьево (аэропорт)                  | государственный   | Минобороны РФ | ФСО России ОООАвиапредприятие "Газпром авиа" ООО "Производственная многоотраслевая авиакомпания "Шар инк ЛТК" государственное казённое учреждение города Москвы "Московский авиационный центр" |
| Московская область              | Раменское                                        | Раменское (аэропорт)                  | экспериментальный | Минпроторг РФ | Росгвардия, МЧС России, ФСБ России ФГУАП Министерства Российской Федерации по делам гражданской обороны, чрезвычайным ситуациям и ликвидации последствий стихийных бедствий ООО "Авиационная компания "Авиастар-ТУ" ЗАО "Авиационная компания "АЛРОСА-АВИА" ООО"Авиакомпания имени Гризодубовой В.С." |
| Московская область              | Ступино                                          | Ступино (аэродром)                    | государственный   | Минобороны РФ | НП «Авиакомпания „Аэронавт спорт Холдинг“», ОУ «Центральный аэроклуб им. Чкалова РОСТО» |
| Московская область              | Щёлково                                          | Чкаловский (аэропорт)                 | государственный   | Минобороны РФ | Росгвардия, Роскосмос, ФГУ «Государственная авиакомпания „223 лётный отряд“» |
| Московская область              | Егорьевск                                        | Шувое (аэродром)                      | гражданский       | | Минобороны РФ, НОУ «Первый Московский областной аэроклуб РОСТО» |
| Москва                          | Москва                                           | Быково (аэропорт)                     | гражданский       | | Росгвардия |
| Москва                          | Москва                                           | Внуково (аэропорт)                    | гражданский       | | ФСБ РФ |
| Москва                          | Москва                                           | Шереметьево (аэропорт)                | гражданский       | | ФСБ РФ |
| Мурманская область              | Мурманск                                         | Мурманск (аэропорт)                   | гражданский       | | ФСБ РФ, Росгвардия |
| Ненецкий автономный округ       | Нарьян-Мар                                       | Нарьян-Мар (аэропорт)                 | государственный   | Минобороны РФ | ОАО «Нарьян-Марский объединенный авиаотряд» |
| Нижегородская область           | Нижний Новгород                                  | Стригино (аэропорт)                   | гражданский       | | Росгвардия |
| Нижегородская область           | Балахнинский р-н, д. Истомино.                   | Истомино (аэродром)                   | государственный   | | Минобороны РФ, НОУ «АТСК „Россия“ РОСТО», НОУ ПиДО «Нижегородский АТСК „Союз“» |
| Новгородская область            | Кречевицы (Великий Новгород)                     | Кречевицы (аэропорт)                  | государственный   | Минобороны РФ | ФГБУ «Специальный лётный отряд „Россия“», НОУ ДПО «Новгородский АТСК им. И. А. Каберова РОСТО», МЧС РФ |
| Новосибирская область           | Новосибирск                                      | Новосибирск Северный (аэропорт)       | гражданский       | | Росгвардия |
| Новосибирская область           | Новосибирск                                      | Толмачево (аэропорт)                  | государственный   | Минобороны РФ | ФСБ РФ, ОАО «Авиакомпания „Сибирь“» |
| Омская область                  | Омск                                             | Омск-Северный (аэропорт)              | государственный   | Минобороны РФ | Роскосмос, Минпромторг РФ |
| Омская область                  | Омск                                             | Омск-Центральный (аэропорт)           | гражданский       | | Росгвардия |
| Оренбургская область            | Бузулук                                          | Бузулук (аэродром)                    | государственный   | Общероссийская общественно-государственная организация «Добровольное общество содействия армии, авиации и флоту России» | Минобороны России |
| Оренбургская область            | Оренбург                                         | Оренбург-Центральный (аэропорт)       | гражданский       | | Минпромторг РФ |
| Оренбургская область            | Оренбург                                         | Чебеньки (аэродром)                   | государственный   | Минобороны РФ | АНО «Оренбургский областной клуб РОСТО им. И. С. Полбина» |
| Пермский край                   | Пермь                                            | Большое Савино (аэропорт)             | государственный   | Минобороны РФ | Росгвардия, ФГУП «Пермские авиалинии» |
| Приморский край                 | Владивосток                                      | Кневичи (аэропорт)                    | государственный   | Минобороны РФ | ФСБ РФ, ОАО «Владивосток Авиа», НОУ ДПО «Тихоокеанский АТСК ДОСААФ» |
| Приморский край                 | Новонежино                                       | Новонежино (аэропорт)                 | государственный   | Общероссийская общественно-государственная организация «Добровольное общество содействия армии, авиации и флоту России» | Минобороны России |
| Приморский край                 | Седанка (микрорайон)                             | Седанка (аэропорт)                    | государственный   | Общероссийская общественно-государственная организация «Добровольное общество содействия армии, авиации и флоту России» | Минобороны России |
| Псковская область               | Псков                                            | Псков (аэропорт)                      | государственный   | Минобороны РФ | ООО «ЛУКИАВИАТРАНС», ОАО «Псковавиа» |
| Псковская область               | Псков                                            | Псков-Шабаново (аэродром)             | государственный   | Общероссийская общественно-государственная организация «Добровольное общество содействия армии, авиации и флоту России» | Минобороны России |
| Ростовская область              | Батайск                                          | Батайск (аэродром)                    | экспериментальный | Минпромторг РФ | Минобороны РФ, НОУ НО «Ростовский аэроклую РОСТО» |
| Ростовская область              | Ростов-на-Дону                                   | Ростов-на-Дону-Центральный (аэродром) | государственный   | Минобороны РФ | Росгвардия |
| Ростовская область              | Таганрог                                         | Таганрог-Южный (аэропорт)             | экспериментальный | Минпромторг РФ | ОАО «ТАНТК им. Г. М. Бериева» |
| Ростовская область              | Шахты                                            | Шахты (аэропорт)                      | гражданский       | | Минобороны РФ, ЗАО «Шахтинский авиационно-ремонтный завод РОСТО», АНО ДО «Шахтинский аэроклуб РОСТО им. А. К. Горовца» |
| Самарская область               | Самара                                           | Бобровка (аэродром)                   | государственный   | Минобороны РФ | ОАНО «Самарский областной аэроклуб РОСТО» |
| Самарская область               | Самара                                           | Рождествено (аэродром)                | государственный   | Минобороны РФ | ОАНО «Самарский областной аэроклуб РОСТО» |
| Самарская область               | Самара                                           | Безымянка (аэродром)                  | экспериментальный | Минпромторг РФ | ФГУП «ГНПРКЦ „ЦСКБ-прогресс“», ЗАО «Авиакор-сервис» |
| Самарская область               | Самара                                           | Кряж (аэродром)                       | государственный   | Минобороны РФ | Росгвардия |
| Саратовская область             | Энгельс                                          | Авиабаза Энгельс                      | государственный   | Минобороны РФ | Росгвардия |
| Саха (Якутия)                   | Маган                                            | Маган (аэропорт)                      | гражданский       | | Росгвардия |
| Саха (Якутия)                   | Тикси                                            | Тикси (аэропорт)                      | государственный   | Минобороны РФ | ФСБ РФ, ГУП Республики Саха «Авиакомпания „Полярные авиалинии“» |
| Саха (Якутия)                   | Якутск                                           | Якутск (аэропорт)                     | гражданский       | | МЧС РФ |
| Сахалинская область             | Зональное                                        | Зональное (аэропорт)                  | гражданский       | | Минобороны РФ |
| Сахалинская область             | Южно-Курильск                                    | Менделеево (аэропорт)                 | гражданский       | | Минобороны РФ |
| Сахалинская область             | Южно-Сахалинск                                   | Хомутово (аэропорт)                   | гражданский       | | ФСБ РФ, МЧС РФ, Росгвардия |
| Сахалинская область             | Итуруп                                           | Итуруп (аэропорт)                     | гражданский       | | Минобороны РФ |
| Свердловская область            | Екатеринбург                                     | Арамиль (аэродром)                    | государственный   | Росгвардия | Минобороны РФ, ОАО «Уральский завод гражданской авиации» |
| Свердловская область            | Екатеринбург                                     | Кольцово (аэропорт)                   | гражданский       | | Минобороны РФ |
| Свердловская область            | Нижний Тагил                                     | Салка (аэродром)                      | экспериментальный | Минпромторг РФ | Минобороны РФ |
| Севастополь                     | Севастополь                                      | Бельбек (аэропорт)                    | государственный   | Минобороны РФ | коммунальное предприятие «Аэропорт Севастополь» Севастопольского горсовета |
| Северная Осетия — Алания        | Моздок                                           | Моздок (аэродром)                     | государственный   | Минобороны РФ | Росгвардия |
| Северная Осетия — Алания        | Владикавказ                                      | Владикавказ (аэропорт)                | гражданский       | | Росгвардия |
| Смоленская область              | Вязьма                                           | Двоевка (аэродром)                    | государственный   | Минобороны РФ | ОУ «Вяземский учебный авиационный центр РОСТО» |
| Смоленская область              | Смоленск                                         | Смоленск-Северный (аэродром)          | экспериментальный | Минпромторг РФ | Минобороны РФ |
| Ставропольский край             | Ставрополь                                       | Шпаковское (аэропорт)                 | гражданский       | | Минобороны РФ, ФСБ РФ, МЧС РФ |
| Ставропольский край             | Ставрополь                                       | Холодногорский (аэродром)             | государственный   | Минобороны РФ | НГОУ НПО «Ставропольский аэроклуб Российской оборонной спортивно-технической организации» |
| Татарстан                       | Казань                                           | Казань (аэропорт)                     | гражданский       | | МЧС РФ Росгвардия |
| Татарстан                       | Куркачи                                          | Куркачи (аэродром)                    | государственный   | Общероссийская общественно-государственная организация «Добровольное общество содействия армии, авиации и флоту России» | ОАО «Казанское авиапредприятие», ЧАО «Авиационный учебный центр „Авиатор“» |
| Тверская область                | Тверь                                            | Мигалово (аэропорт)                   | государственный   | Минобороны РФ | ОАО «Государственная авиакомпания „224 лётный отряд“» |
| Тверская область                | Хотилово                                         | Хотилово (аэропорт)                   | государственный   | Минобороны РФ | ФГБУ «Специальный лётный отряд „Россия“» |
| Тыва                            | Кызыл                                            | Кызыл (аэропорт)                      | гражданский       | | ФСБ РФ, Минобороны РФ, Росгвардия |
| Удмуртия                        | Пирогово (Алнашский район Удмуртии)              | Пирогово (аэродром)                   | государственный   | Общероссийская общественно-государственная организация «Добровольное общество содействия армии, авиации и флоту России» | ОАО «Казанское авиапредприятие» |
| Ульяновская область             | Ульяновск                                        | Ульяновск-Восточный (аэропорт)        | экспериментальный | Минпромторг РФ | Минобороны РФ, ЗАО «Авиакомпания Волга — Днепр», ЗАО «Авиационная компания „Полет“» |
| Ульяновская область             | Ульяновск                                        | Белый ключ (аэродром)                 | государственный   | Общероссийская общественно-государственная организация «Добровольное общество содействия армии, авиации и флоту России» | ФГОУ ВПО «Ульяновское высшее авиационное училище ГА (институт)» |
| Хабаровский край                | Калинка (Хабаровский край)                       | 10-й участок (аэродром)               | государственный   | Общероссийская общественно-государственная организация «Добровольное общество содействия армии, авиации и флоту России» | Минобороны России |
| Хабаровский край                | Комсомольск-на-Амуре                             | Дземги (аэродром)                     | экспериментальный | Минпромэнерго РФ | Минобороны РФ, ОАО «Комсомольское-на-Амуре авиационное производственное объединение им. Ю. А. Гагарина», АНО ДО «Дальневосточный аэроклуб РОСТО» |
| Хабаровский край                | Комсомольск-на-Амуре                             | Хурба (аэропорт)                      | государственный   | Минобороны РФ | ОАО «Комсомольский-на-Амуре аэропорт» |
| Хабаровский край                | Советская Гавань                                 | Постовая (аэродром)                   | государственный   | Минобороны РФ | Аэроклуб РОСТО при краевом государственном учреждении «Краевой военно-патриотический центр» |
| Хабаровский край                | Хабаровск                                        | Хабаровск-Центральный (аэродром)      | государственный   | Минобороны РФ | Росгвардия, ФСБ РФ, МЧС РФ |
| Хабаровский край                | Хабаровск                                        | Динамо (аэродром)                     | государственный   | ДОСААФ РФ | ДОСААФ РФ |
| Хакасия                         | Абакан                                           | Абакан (аэропорт)                     | гражданский       | | Минобороны РФ, Росгвардия |
| Челябинская область             | Челябинск                                        | Шагол (аэродром)                      | государственный   | Минобороны РФ | Минпромторг РФ, ФСБ РФ, НОУ НПО «Челябинский областной аэроклуб РОСТО» |
| Чеченская Республика            | Грозный                                          | Грозный (аэропорт)                    | гражданский       | | Минобороны РФ, Росгвардия, МЧС РФ |
| Чувашская Республика            | Чебоксары                                        | Сеньялы (аэропорт)                    | гражданский       | | НОУ НПО «Чебоксарский аэроклуб им. А. В. Ляпидевского РОСТО» |
| Чукотский АО                    | Анадырь                                          | Угольный (аэропорт)                   | государственный   | Минобороны РФ | Росгвардия, ФГУАП «ЧукотАВИА» |
| Чукотский АО                    | Мыс Шмидта                                       | Мыс Шмидта (аэропорт)                 | государственный   | федеральное казённое предприятие "Аэропорты Чукотки"                                                                    | Минобороны РФ |
| Чукотский АО                    | Провидения Бухта                                 | Провидения Бухта (аэропорт)           | гражданский       | | ФСБ РФ |
| Ярославская область             | Рыбинск                                          | Староселье (аэропорт)                 | государственный   | Общероссийская общественно-государственная организация «Добровольное общество содействия армии, авиации и флоту России» | Минобороны России |

К перечню аэродромов совместного базирования Российской Федерации неоднократно вводились изменения и дополнения. В частности, с 21 февраля 2011 года разрешено базирование спортивной авиации РОСТО (ДОСААФ) на военных аэродромах Саранск (Лямбирь), Холодногорский, Курск (Рышково), Сиверский, Сиворицы, Клин, Правдинск, Бузулук, Чебеньки, Батайск, Рыбинск (Староселье).